# キッズライン (企業)
株式会社キッズライン（英: KIDSLINE Inc.）は、東京都港区に本社を置く、オンラインベビーシッター等のインハウスサポート分野でCtoCのマッチングサービスを行う日本の企業である。

## 概要
旧名称「カラーズ」は経沢香保子が、2014年に女性向けのサービスを行うために、トレンダーズの会長辞職後に立ち上げた会社。2016年8月19日にキッズラインへ社名を変更。主にベビーシッターのマッチングサービスを展開している。

## 不祥事
2019年11月に同社に登録していたシッターによる預かり中の男児へのわいせつ事件など、強制わいせつ容疑で2名のシッターが逮捕される事件が発生し、利用者向けの情報提供などの当社の体制について報道等で批判がなされた。当社は男性シッターの予約を一時停止し、またシッター選考・評価・研修の見直しや利用者への情報提供強化など安全対策の強化を発表した。本件を機に、内閣府はベビーシッター派遣事業実施要綱を改正し、また国会では「シッターに関する性犯罪前科前歴照会の仕組み導入」について質疑が出るなど、行政・立法にも影響を与えた。
2021年1月、サイトに登録されていたシッターのうち75人が国の補助事業対象であるにもかかわらず、法律で義務付けられた届け出の確認ができないとして、「全国保育サービス協会」から是正勧告が出された。これに対して、同社は支払われた補助金の返還や再発防止策の実施と報告、などを行うと発表した。
その後も、2021年10月には登録シッターが乳児を激しく揺さぶる映像がTwitter上で拡散する問題が起き、11月5日、内閣府のベビーシッター割引券事業の審査や点検を担う全国保育サービス協会はキッズライン社に対し、再発防止策の実施状況が報告され、適切な対策を講じたことが確認されるまでの期間、新規契約者の割引券利用と、割引券を対象とするベビーシッターの新規登録の停止を命じた。

## 外部サイト
- 株式会社キッズライン